# Chain Lightning (film)
Chain Lightning este un film american dramatic de acțiune regizat de Stuart Heisler după un scenariu de Liam O'Brien. În rolurile principale au interpretat actorii Humphrey Bogart ca un pilot de testări, Eleanor Parker și Raymond Massey.
A fost produs și distribuit de studiourile Warner Bros. și a avut premiera la 25 februarie 1950. Coloana sonoră a fost compusă de David Buttolph[*]. Cheltuielile de producție s-au ridicat la 1,48 milioane de dolari americani și a avut încasări de 2,55 milioane de dolari americani.

## Rezumat
După război, pilotul Matt Brennan (Bogart) caută de muncă și se angajează în Europa. Acum este pilot de testare și lucrează pentru Leland Willis (Massey). Aici o întâlnește și pe Jo (Eleanor Parker), o fată de la Cruce Roșie cu care a avut o relație romantică în timpul războiului. Carl Troxell (Whorf) vrea să vândă o nouă invenție a Forțelor Armate - un scaun de catapultă și Matt este angajat să testeze un prototip al unui avion supersonic JA-4 (JA-3), care nu este echipat cu un scaun de salvare. Matt consideră că această afacere este nesigură...

## Distribuție
Au interpretat actorii:
| Actor           | Rol                                |
| --------------- | ---------------------------------- |
| Humphrey Bogart | Lt. Colonel Matthew "Matt" Brennan |
| Eleanor Parker  | Joan "Jo" Holloway                 |
| Raymond Massey  | Leland Willis                      |
| Richard Whorf   | Carl Troxell                       |
| James Brown     | Major Hinkle                       |
| Roy Roberts     | Major General Hewitt               |
| Morris Ankrum   | Ed Bostwick                        |
| Fay Baker       | Mrs. Willis                        |
| Fred Sherman    | Jeb Farley (nemenționat)           |